# Долгоруково (Липецкая область)
Долгору́ково — село, центр Долгоруковского района Липецкой области и Долгоруковского сельского поселения. Расположено на железнодорожной линии Елец — Касторная.

## Общая информация
Село Долгоруково стоит на берегах реки Сновы; значительная часть территории находится на левом берегу.
Возникло не позднее начала XVIII века. Носило название Братовщина.

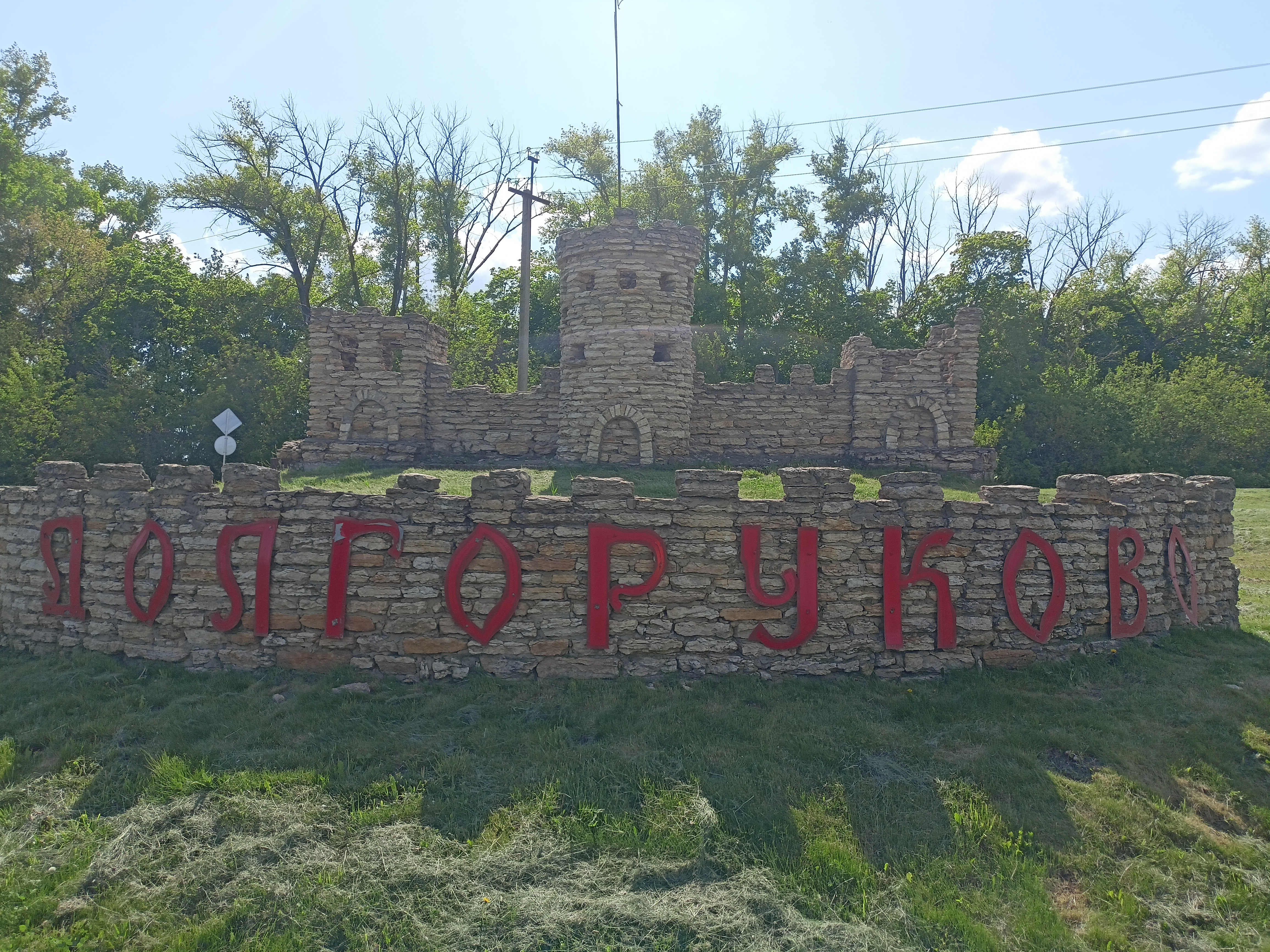
Долгоруково

При прокладке в 1896 году железнодорожной линии станция получила название по прежним владельцам села — Долгоруково. Это же название закрепилось за селом, хотя южная часть Долгорукова и поныне именуется Братовщиной.
На территории Братовщины сохранилось «памятное место» на месте усадьбы Быхановых (дом и сад), где последние семнадцать лет жизни провёл выдающийся русский учёный Е. В. Быханов. Сегодня оно охраняются государством как . Кроме того, в Долгоруково располагается Музей-усадьба «Край Долгоруковский» — филиал Липецкого областного краеведческого музея.
К Долгорукову примыкают три селения, с которыми райцентр образует фактически единый населённый пункт, — деревни Ильинка, Екатериновка и Ивановка. В 2 км западнее Долгорукова находится посёлок Тимирязевский.

## Население
| 1939 | 1959  | 1970  | 1979  | 1989  | 2002  | 2010  | 2021  |
| ---- | ----- | ----- | ----- | ----- | ----- | ----- | ----- |
| 790  | ↗2433 | ↗3748 | ↗4662 | ↗5555 | ↗5649 | ↘5343 | ↘5237 |